# دينار البوسنة والهرسك
كان دينار البوسنة والهرسك العملة المستقلة للبوسنة والهرسك بين عامي 1992 و 1998، حيث استخدم في المناطق الواقعة تحت نفوذ عرق البوشناق المسلمين.

## التاريخ
أعلنت البوسنة والهرسك استقلالها عن يوغوسلافيا في شهر مارس من عام 1992. صَدر أول دينار بوسني في يوليو من عام 1992، ليحلّ محلّ إصدار عام 1990 من الدينار اليوغسلافي بسعر صرف 1 دينار بوسني مقابل 10 دينار يوغسلافي من إصدار عام 1990. نتيجة لذلك كان الدينار البوسني مكافئاً لإصدار 1992 من الدينار اليوغسلافي حين بدأ العمل به.

بدأت الإصدارات الأولى بأختام على أوراق النقد اليوغسلافية. صدر دينار ثانٍ جديد عام 1994 بعد معاناة مع معدلات التضخم العالية، ليحل محل القديم بسعر صرف 1 دينار جديد مقابل 10,000 دينار قديم.
استبدل المارك البوسني «المارك القابل للتحويل» الدينار عام 1998. حيث كان -كما يشير إليه الاسم- قابلاً للتحويل للمارك الألماني إلى أن استبدل الأخير باليورو.